# Cainiao
Cainiao Network Technology Co., Ltd. è una società di logistica cinese.

## Storia
La compagnia è stata fondata nel 2013 da Alibaba in collaborazione con Yintai Commercial, Fosun Group, Fuchun Group, SF Express, Shentong, YTO, Zhongtong e Yunda.
Il 26 settembre 2017, Alibaba Group ha annunciato che avrebbe aumentato la propria partecipazione in Cainiao Networks con 5,3 miliardi di RMB (801,12 milioni di USD), con una quota aumentata dal 47% al 51%, occupando così 4 dei 7 seggi nel consiglio di amministrazione.
Il 6 giugno 2018, Cainiao Network ha annunciato che avrebbe stabilito una joint venture per costruire un centro logistico smart di livello mondiale presso l'aeroporto Internazionale di Hong Kong, con un investimento totale di HK $ 12 miliardi. Il progetto è guidato da Cainiao, e i partner sono China Aviation (Group) Co., Ltd. ("AVIC Group") e YTO Express. Cainiao, AVIC Group e YTO detengono rispettivamente il 51%, il 35% e il 14% del capitale della joint venture.
L'11 luglio 2018, Cainiao Networks ha investito nella più grande piattaforma logistica in tempo reale "Dian Wo Da" con crowdsourcing e altre risorse aziendali e 290 milioni di dollari in contanti, diventando l'azionista di controllo.
L'8 novembre 2019, Alibaba Group ha investito 23,3 miliardi di yuan, equivalenti a 3,33 miliardi di dollari USA, per aumentare la propria partecipazione in Cainiao Network, e la sua quota è aumentata dal 51% al 63%.